# 코임브라역
코임브라역(포르투갈어: Estação Ferroviária de Coimbra)은 포르투갈의 코임브라에 위치한 역이다. 당초 노르트 선의 개통과 함께 "코임브라 역"이 개업했지만, 1885년 코임브라 지선이 개통하며 코임브라 시내에 현재의 코임브라 역이 개업하였다. 이 때문에 현지에서는 노바역(포르투갈어: Estação Nova→"새 역")으로도 자주 언급된다. 메트로 몬데구 건설이 시작되며 로장 지선이 단축된 후 포르투갈 철도의 단거리 열차인 Regional 등급 열차의 시종착을 맡고 있다.